# تشارلز ويليام ديغبي كليفورد
تشارلز ويليام ديغبي كليفورد هو سياسي كندي، ولد في 14 أكتوبر 1842، وتوفي في 10 مايو 1916.